# Nikolái Bagléi
Nikolái Bagléi, en ruso:  Николай Львович Баглей (nacido el 25 de febrero de 1937 y muerto el 3 de marzo de 1991) fue un jugador soviético de baloncesto. Consiguió dos medallas en competiciones internacionales con la selección de la Unión Soviética.